# Liejankijärvi
Liejankijärvi eller Liejanginjärvi är en sjö i Finland. Den ligger i kommunen Enontekis i landskapet Lappland, i den norra delen av landet, 900 km norr om huvudstaden Helsingfors. Liejankijärvi ligger 359 meter över havet. Arean är 3,66 kvadratkilometer och strandlinjen är 14,63 kilometer lång. Sjön  ingår i Torne älvs huvudavrinningsområde.   Omgivningarna runt Liejankijärvi är i huvudsak ett öppet busklandskap. Den sträcker sig 3,1 kilometer i nord-sydlig riktning, och 3,6 kilometer i öst-västlig riktning.